# Mandat de dépôt en France
Ne doit pas être confondu avec Mandat d'arrêt, Mandat d'arrestation ou Mandat d'amener.
En droit français, le mandat de dépôt est selon l’article 122, alinéa 8, du code de procédure pénale, l'acte juridique délivré par un magistrat du siège qui ordonne « au chef de l'établissement pénitentiaire de recevoir et de détenir la personne à l'encontre de laquelle il est décerné ».
Il s'agit d'une mesure de sûreté engendrée par le placement en détention de la personne concernée.

## Description
Le mandat de dépôt peut être délivré dans différents cas :
- Avant le jugement, par le juge des libertés et de la détention (JLD)[2] saisi par le juge d'instruction à l’encontre d'une personne mise en examen ;
- Avant le jugement, par le juge des libertés et de la détention saisi par le procureur de la République, sans que la personne ne soit mise en examen. Elle est alors placée en détention provisoire ;
- Après le jugement, par le tribunal correctionnel qui vient de condamner une personne physique et qui estime que cette personne doit être immédiatement incarcérée.

## Forme
Le mandat de dépôt doit comporter : la date de sa signature, l'identité de la personne incarcérée, l'identité et la signature du magistrat qui le décerne, avec le sceau, les faits imputés à la personne, et la qualification juridique et ses fondements juridiques.

## Applications
Le mandat de dépôt est l'ordre donné par un juge au chef ou au directeur d'une prison de recevoir ou de maintenir en détention une personne.

### Cas de la personne présumée innocente
La personne suspectée d'avoir commis un délit grave ou un crime peut faire l'objet d'un mandat de dépôt par le juge des libertés et de la détention :
- Après saisine du juge d'instruction, qui a mis la personne suspectée en examen ;
- Après saisine par le procureur de la République, dans le cadre d'une procédure de comparution immédiate lorsque le tribunal correctionnel ne peut siéger le jour même (cas très fréquent lorsque la garde à vue de la personne mise en cause se termine l'un des deux jours du week-end ou bien dans les petites juridictions lorsque le tribunal correctionnel ne siège que tous les deux jours).
- Quand un prévenu placé sous contrôle judiciaire dans le cadre d'une  comparution par procès verbal (CPPV)[3] ne respecte pas les termes de son contrôle judiciaire[4].

### Cas de la personne condamnée
Lorsque la personne a été condamnée à une peine d'au moins un an d'emprisonnement sans sursis, la juridiction peut placer la personne en détention provisoire et décerner par conséquent le mandat de dépôt.
Si le tribunal a statué dans le cadre d'une comparution immédiate, il n'y a pas de minimum de peine d'emprisonnement.

### Cas de la cour d'assises
Une fois la condamnation prononcée, la cour d'assises est supposée décerner un mandat de dépôt quel que soit le quantum de la peine privative de liberté prononcée si l'accusé est déclaré coupable de crime. Elle peut en faire de même, à condition de motiver sa décision, à l'égard des personnes accusées devant elle de délit connexe.